# Episodi di Dallas (serie televisiva 1978) (quattordicesima stagione)
Questa voce contiene trame, dettagli e crediti dei registi e degli sceneggiatori della quattordicesima stagione della serie televisiva Dallas.
Negli Stati Uniti d'America, è stata trasmessa per la prima volta dalla CBS dal 2 novembre 1990 al 3 maggio 1991. In Italia è stata trasmessa in prima visione da Rete 4 dal 1º dicembre 1991 al 4 luglio 1992.
| nº | Titolo originale                         | Titolo italiano                                           | Prima tv USA     | Prima tv Italia  |
| -- | ---------------------------------------- | --------------------------------------------------------- | ---------------- | ---------------- |
| 1  | April In Paris                           | Sequestro di persona                                      | 2 novembre 1990  | 1º dicembre 1991 |
| 2  | Charade                                  | Sciarada                                                  | 9 novembre 1990  | 19 gennaio 1992  |
| 3  | One Last Kiss                            | Intrigo internazionale                                    | 16 novembre 1990 | 26 gennaio 1992  |
| 4  | Terminus                                 | Soluzione imprevista                                      | 23 novembre 1990 | 2 febbraio 1992  |
| 5  | Tunnel of Love                           | Tunnel d'amore                                            | 30 novembre 1990 | 9 febbraio 1992  |
| 6  | Heart and Soul                           | Il tempo non si cancella                                  | 7 dicembre 1990  | 16 febbraio 1992 |
| 7  | The Fabulous Ewing Boys                  | I favolosi ragazzi Ewing                                  | 14 dicembre 1990 | 23 febbraio 1992 |
| 8  | The Odessa File                          | Dossier Odessa                                            | 21 dicembre 1990 | 1º marzo 1992    |
| 9  | Sail On                                  | La nuova alleanza                                         | 4 gennaio 1991   | 6 marzo 1992     |
| 10 | Lock, Stock and Jock                     | Alibi impossibile                                         | 11 gennaio 1991  | 13 marzo 1992    |
| 11 | "S" Is for Seduction                     | La ragnatela                                              | 18 gennaio 1991  | 20 marzo 1992    |
| 12 | Designing Women                          | L'eterno femminino                                        | 1º febbraio 1991 | 27 marzo 1992    |
| 13 | 90265                                    | La casa vuota                                             | 8 febbraio 1991  | 3 aprile 1992    |
| 14 | Smooth Operator                          | Sottile vendetta                                          | 15 febbraio 1991 | 10 aprile 1992   |
| 15 | Win Some, Lose Some                      | Ricatto                                                   | 1º marzo 1991    | 8 maggio 1992    |
| 16 | I Fathers and Sons and Fathers and Sons  | Padri e figli                                             | 8 marzo 1991     | 15 maggio 1992   |
| 17 | When the Wind Blows                      | Carte al vento                                            | 29 marzo 1991    | 22 maggio 1992   |
| 18 | Those Darned Ewings                      | Quei dannati Ewing                                        | 5 aprile 1991    | 29 maggio 1992   |
| 19 | Farewell, My Lovely                      | Una moglie di troppo                                      | 12 aprile 1991   | 5 giugno 1992    |
| 20 | Some Leave, Some Get Carried Away        | Chi resta e chi va                                        | 19 aprile 1991   | 12 giugno 1992   |
| 21 | The Decline and Fall of the Ewing Empire | Caduta di un impero                                       | 26 aprile 1991   | 19 giugno 1992   |
| 22 | Conundrum - Part 1 Conundrum - Part 2    | Intrigo senza fine - Parte 1 Intrigo senza fine - Parte 2 | 3 maggio 1991    | 4 luglio 1992    |
| 23 | Conundrum - Part 1 Conundrum - Part 2    | Intrigo senza fine - Parte 1 Intrigo senza fine - Parte 2 | 3 maggio 1991    | 4 luglio 1992    |

- Cast regolare[2]:
Patrick Duffy (Bobby Ewing)
Kimberly Foster (Michelle Stevens)
Larry Hagman (J.R. Ewing)
Howard Keel (Clayton Farlow)
George Kennedy (Carter McKay)
Ken Kercheval (Cliff Barnes)
Sasha Mitchell (James Beaumont)
Cathy Podewell (Cally Ewing)
Barbara Stock (Liz Adams)
Sheree J. Wilson (April Stevens)

## Intrigo senza fine - Parte 1 / Intrigo senza fine - Parte 2
- Titolo originale: Conundrum - Part 1 / Conundrum - Part 2
- Diretto da: Leonard Katzman
- Scritto da: Leonard Katzman

### Trama
Per la prima volta in 14 anni, nell'ultimo episodio di Dallas, J.R., causa principale di tante malefatte ai danni della maggioranza dei personaggi che si sono avvicendati sullo schermo, si trova a combattere contro la solitudine e la sconfitta. Miss Ellie, proprietaria del Southfork Ranch, ha lasciato la casa materna a Bobby; Carter McKay lo ha raggirato, e attraverso svariate macchinazioni, gli ha tolto ogni possibilità di diventare il proprietario unico della WestStar Oil e soprattutto la sua nemesi per eccellenza, Cliff Barnes, è riuscito a scippargli l'azienda di famiglia, la Ewing Oil, involontaria testimone degli intrighi e dei soprusi di J.R. Così, giunto al termine di questo lungo viaggio, l'uomo si sente abbandonato a se stesso, con una bottiglia di whisky e una pistola come uniche amiche. Il suo pensiero ricorrente sembra essere il suicidio. Sorprendentemente, il misterioso "spirito" Adam (Joel Grey), accorre in suo aiuto inviato dal suo "Capo" a soccorrere l'uomo e a mostrargli cosa sarebbe stata la vita degli altri se lui non fosse mai esistito (alla maniera del film di Frank Capra, La vita è meravigliosa del 1946). Così:
- Gary sarebbe stato il primogenito, mentre il più giovane Ewing sarebbe stato Jason (personaggio mai apparso nella serie poiché mai esistito).
- Gary sarebbe stato a capo della Ewing Oil, dopo il ritiro di Jock, e l'azienda sarebbe fallita. Le preoccupazioni e lo stress avrebbero ucciso Jock, mentre miss Ellie, che sarebbe morta due anni dopo per il grande dispiacere, non avrebbe mai incontrato Clayton Farlow.
- Jason, losco imprenditore immobiliare, avrebbe truffato Gary e Bobby, riguardo alle loro parti di eredità, avrebbe abbattuto Southfork Ranch e avrebbe costruito al suo posto un complesso di edifici chiamato Southfork Estates.
- Non avendo mai incontrato Pamela, Bobby avrebbe avuto una vita abbastanza misera. Si sarebbe sposato e avrebbe avuto tre figli (J.R., Bobby ed Ellie). Poi avrebbe divorziato e avrebbe dovuto pagare cospicui alimenti alla sua ex moglie Annie. Avrebbe anche accumulato debiti di gioco con Carter McKay, proprietario di molti casinò a Las Vegas.
- Gary sarebbe diventato un bravo avvocato divorzista e non si sarebbe mai sposato e non avrebbe avuto Lucy, quindi. Avrebbe comunque incontrato Valene, ma senza avere con lei una relazione d'amore.
- Cally sarebbe rimasta una ragazza dalle umili origini e sarebbe stata una comune moglie malmenata dal marito, fino al giorno in cui la donna lo avrebbe ucciso.
- Cliff Barnes avrebbe avuto un ottimo successo in politica, tanto da diventare Vice Presidente prima e Presidente degli Stati Uniti d'America poi.
- Senza J.R., Kristin non avrebbe mai tentato di ucciderlo. La donna avrebbe comunque avuto problemi con la giustizia in quanto sarebbe stata una bravissima truffatrice a Los Angeles.
- Sue Ellen sarebbe diventata una famosa attrice di soap-opera, mentre Nicholas Pearce (mai ucciso) sarebbe stato suo marito.
- Ray Krebbs non avrebbe mai scoperto di essere uno Ewing (Jock sarebbe morto prima di scoprirlo). Dopo essere rimasto gravemente ferito ad un rodeo sponsorizzato dalla Ewing Oil, l'uomo sarebbe stato costretto a fare fino a tre lavori contemporaneamente per sostenere la sua famiglia. Uno dei suoi figli si sarebbe chiamato Jock.

Al termine dell'episodio, Adam spinge J.R. a premere il grilletto, ma J.R. si rifiuta, in quanto non vuole rispedire Adam in paradiso senza aver portato il suo lavoro a termine. A questo punto, l'uomo ricorda a J.R. di non avergli mai detto di essere un angelo. Successivamente, J.R. si risveglia all'improvviso con ancora pistola e whisky nelle sue mani e pensa di aver avuto un sogno, ma Adam, completamente vestito di rosso, ricompare nello specchio di fronte a J.R. spingendo l'uomo a uccidersi. Nel frattempo Bobby è rientrato e sente un colpo di pistola. Accorre nella stanza di J.R., guarda al pavimento ed esclama "Oh mio Dio!". Non verrà mai mostrato l'eventuale corpo di J.R. a terra e la serie quindi termina con l'ennesimo giallo. Solo qualche anno più tardi, nel film tv Dallas: il ritorno di J.R., si scoprirà che J.R. non si era ucciso ma aveva sparato allo specchio per eliminare Adam. Negli Stati Uniti, l'episodio fu seguito da più di 33 milioni di persone, con uno share del 38%.